# Município de Dover (condado de Athens, Ohio)
O município de Dover (em inglês: Dover Township) é um município localizado no condado de Athens no estado estadounidense de Ohio. No ano 2010 tinha uma população de 3626 habitantes e uma densidade populacional de 38,36 pessoas por km².

## Geografia
O município de Dover encontra-se localizado nas coordenadas 39° 26′ 48″ N, 82° 07′ 26″ O. Segundo a Departamento do Censo dos Estados Unidos, o município tem uma superfície total de 94.53 km², da qual 93.65 km² correspondem a terra firme e (0.93%) 0.88 km² é água.

## Demografia
Segundo o censo de 2010, tinha 3626 pessoas residindo no município de Dover. A densidade populacional era de 38,36 hab./km².